# St. Georg (Hördt)
Die römisch-katholische Kirche St. Georg in der Ortsgemeinde Hördt (Verbandsgemeinde Rülzheim), Kreis Germersheim (Rheinland-Pfalz) steht an der Kirchstraße. Sie gehört zur Rülzheimer Pfarrei Heiliger Theodard im Bistum Speyer. Die Kirche trägt das Patrozinium des heiligen Georg und steht unter Denkmalschutz.

## Beschreibung
Die Kirche liegt auf einer Anhöhe im südwestlichen Hördt. Es handelt sich bei dem Kirchengebäude um ein Langhaus im Rundbogenstil, welches im Kern aus dem Jahr 1750 stammt; bereits 1770 wurde das Länggschiff nach Westen hin verlängert, 1850 erneut erweitert und zu seinem heutigen Stil überformt. Der Vierungsturm wurde in den Jahren 1935 bis 1936 nach Entwürfen von Albert Boßlet (Würzburg) in romanisierendem Stil mit einer Apsis und einem Querhaus angebaut. Hierfür wurde ein Durchbruch der Schiffswände hergestellt. Die Fassade des Gebäudes umfasst ein Stufenportal und ist durch eingestreute Sandsteinquader belebt.
1980 begann man erneut mit der Erweiterung der Kirche, mit der beträchtliche bauliche Veränderungen verbunden waren. An der Seite des Längsschiffes wurde der neue Altarraum mit neuem Altar geschaffen, der  durch eine Nische an der Nordseite erweitert wurde. Durch einen seitlichen Anbau auf der Südseite erhielt das Kirchenschiff eine rechteckige Form, und die Bestuhlung wurde um 90° gedreht. Dadurch wurde mehr Nähe zum neuen Altar erreicht. Der alte Altarraum in der Apsis der Kirche mit dem früheren Hochaltar blieb in Art und Stil erhalten. Hier finden Gottesdienste mit weniger Besuchern statt. Am 13. Dezember 1981 wurde die Kirche von Bischof Friedrich Wetter geweiht.
Zur Innenausstattung gehören ein gut erhaltener barocker Hochaltar, eine Kanzel, einige Bildwerke und 14 ölgemalte Kreuzwegstationen aus der Mitte des 18. Jahrhunderts. Letztere stammen ursprünglich aus der Münchener Franziskanerkirche. Darüber hinaus ist ein Priestergrabstein aus dem Jahr 1759 erhalten.
Im Außenbereich befinden sich ein Missionskreuz und ein Grabkreuz aus grauem Sandstein, die mit den Jahren 1909 und 1797 bezeichnet sind.

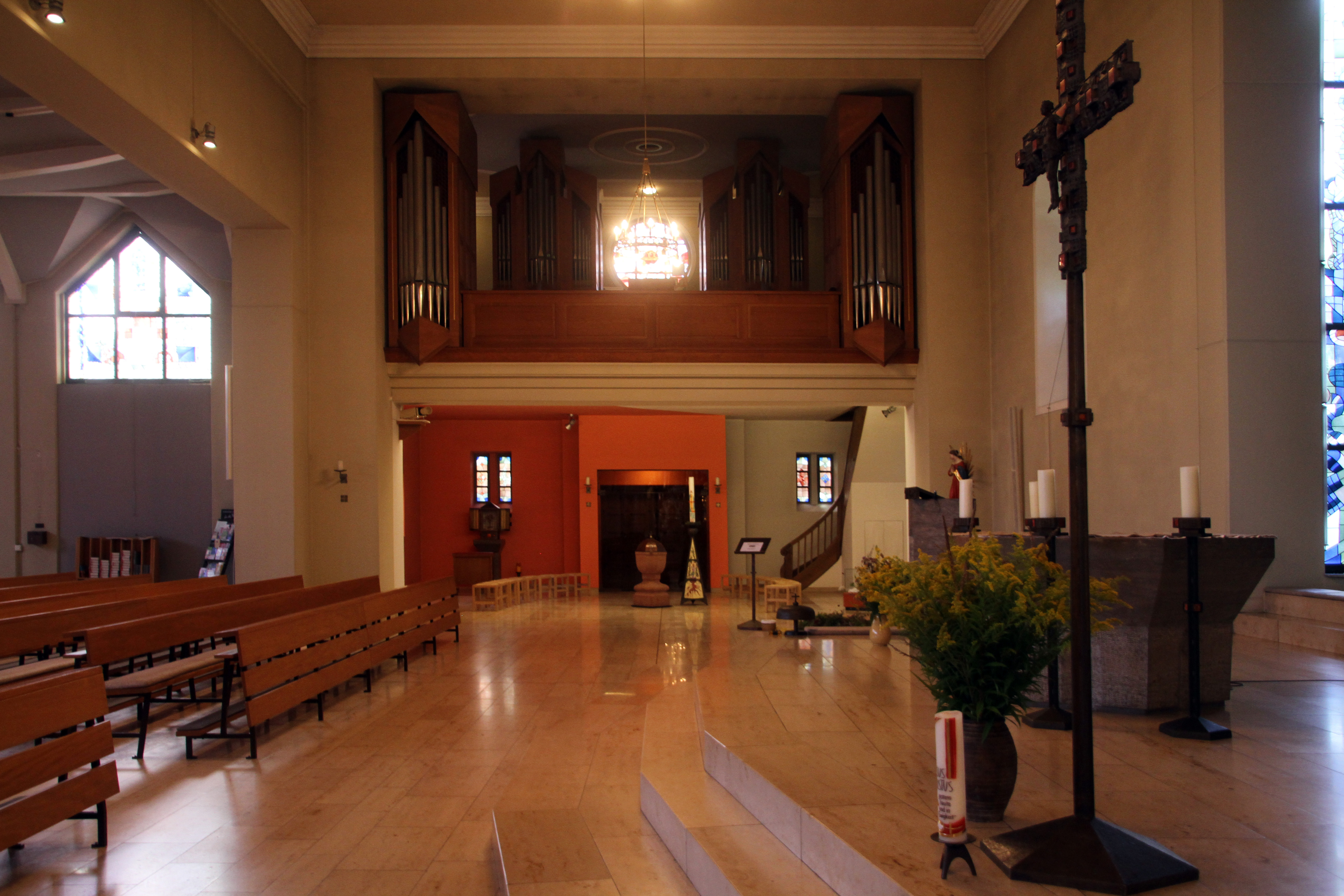
Innenansicht mit Blick zur Empore
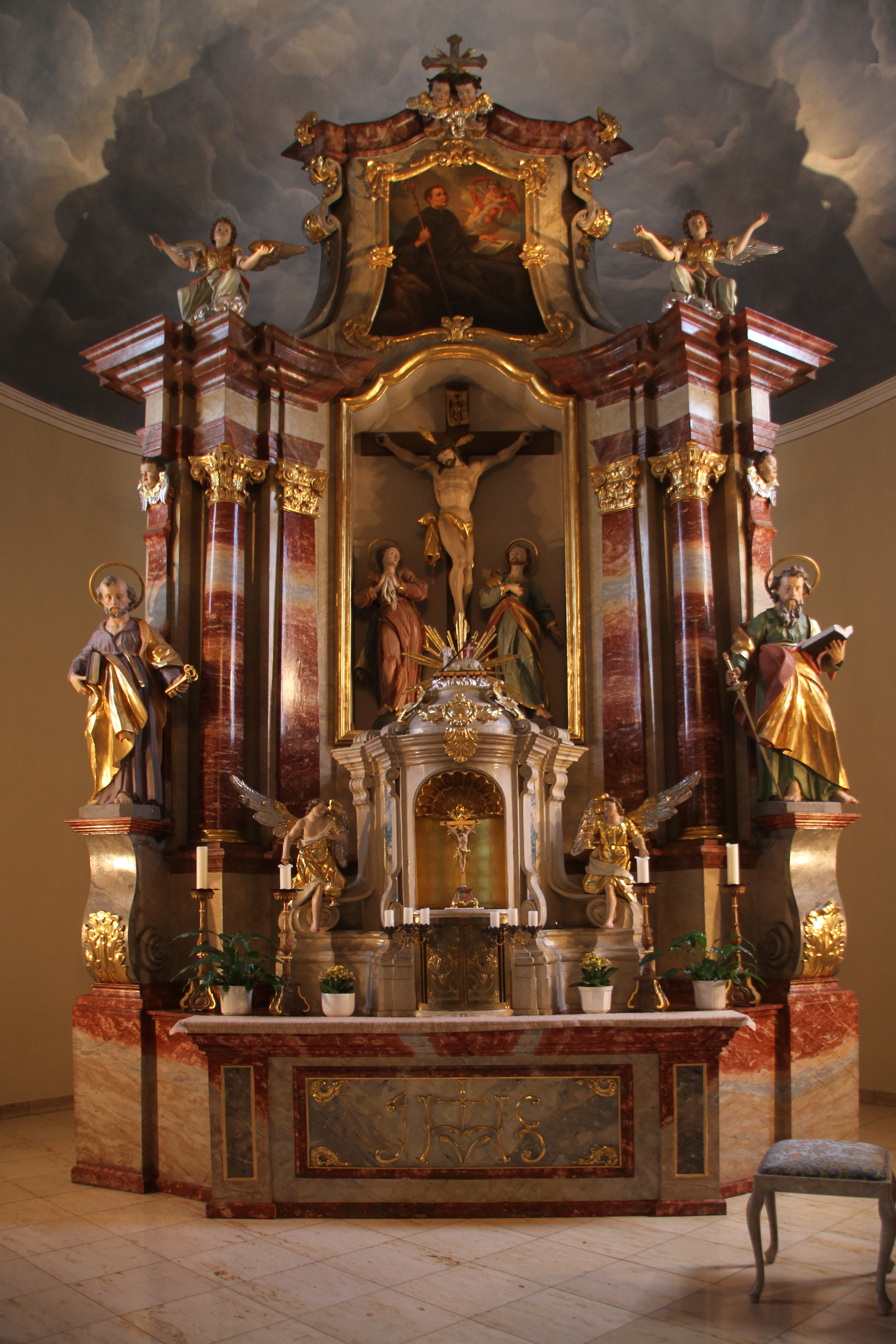
Barocker Hochaltar
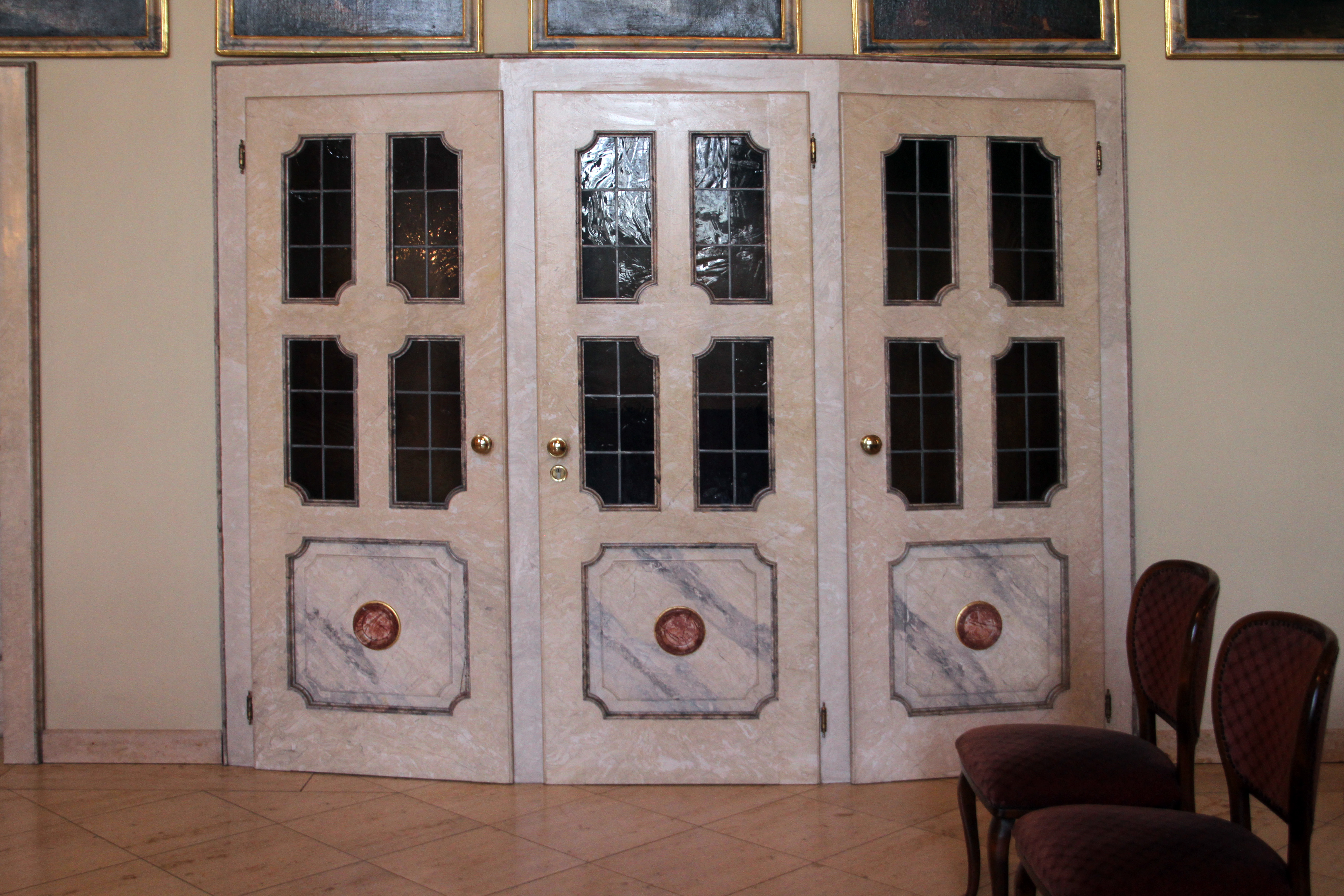
Beichtstuhl
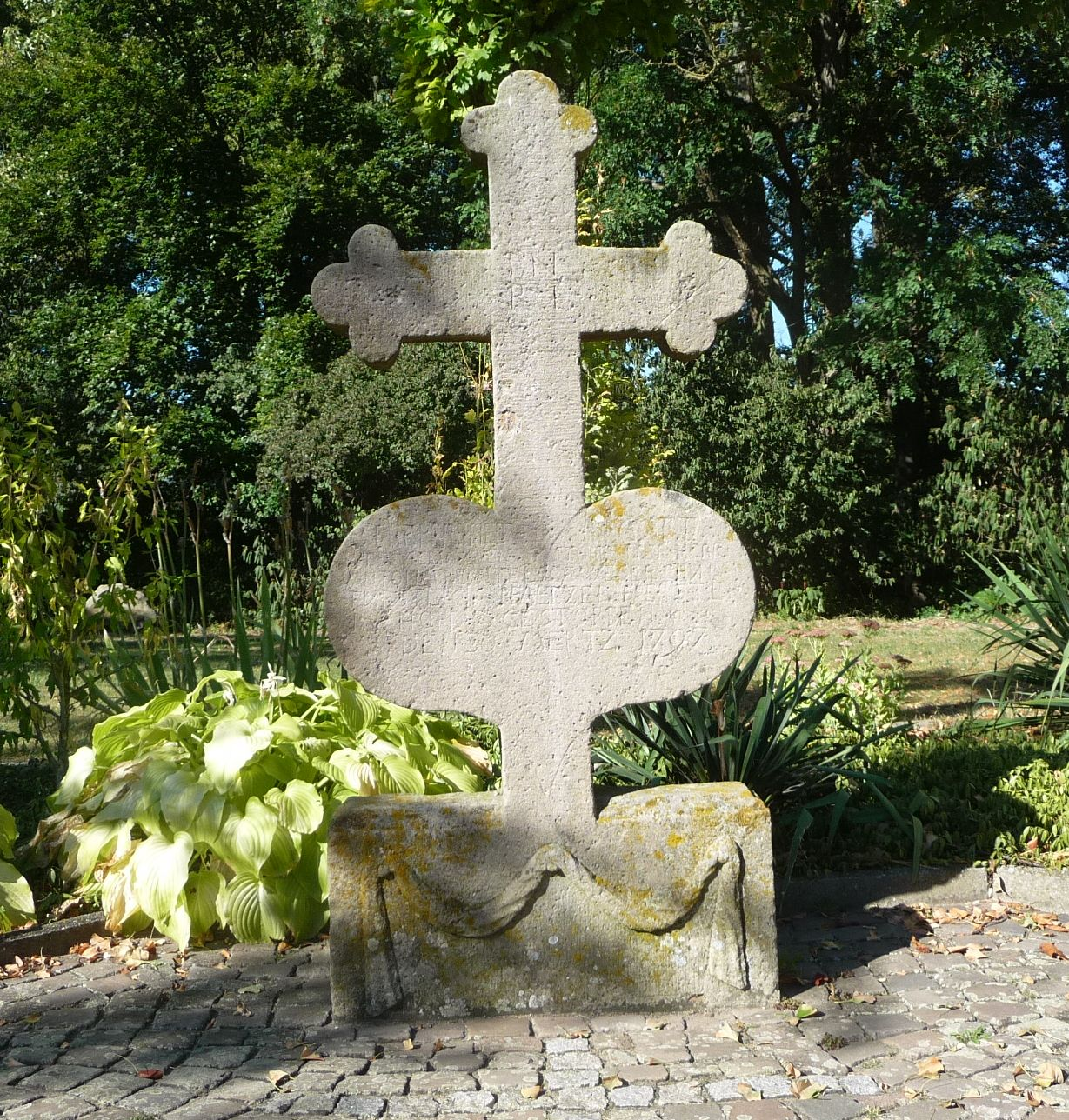
Grabkreuz (bez. 1797)

## Geschichte
Es ist belegt, dass derjenige Edelmann, der das Kloster Hördt der Augustiner-Chorherren im Jahr 1103 stiftete, zuvor bereits eine Schenkung zugunsten eines Kirchenbaus vornahm. Im Rahmen der Gründung des Klosters wurde beschlossen, dass die Verwaltung der Kirche gemeinsam vom Klostervorstand und dem Pfarrer geführt werden musste. Seit dem Jahr 1230 ist das Patrozinium des heiligen Georg belegt.

## Glocken
Die Kirche verfügt über folgende Glocken:
| Nr. | Gussjahr | Gießer, Gussort                    | Schlagton |
| --- | -------- | ---------------------------------- | --------- |
| 1   | 1953     | Fa. Hamm, Frankenthal              | es1       |
| 2   | 1953     | Fa. Hamm, Frankenthal              | g1        |
| 3   | 1953     | Fa. Hamm, Frankenthal              | b1        |
| 4   | 1935     |                                    | c2        |
| 5   | 2001     | Glockengießerei Maria Laach, Glees | des2      |
| 6   | 2001     | Glockengießerei Maria Laach, Glees | es2       |
| 7   | 2001     | Glockengießerei Maria Laach, Glees | g2        |

## Orgel

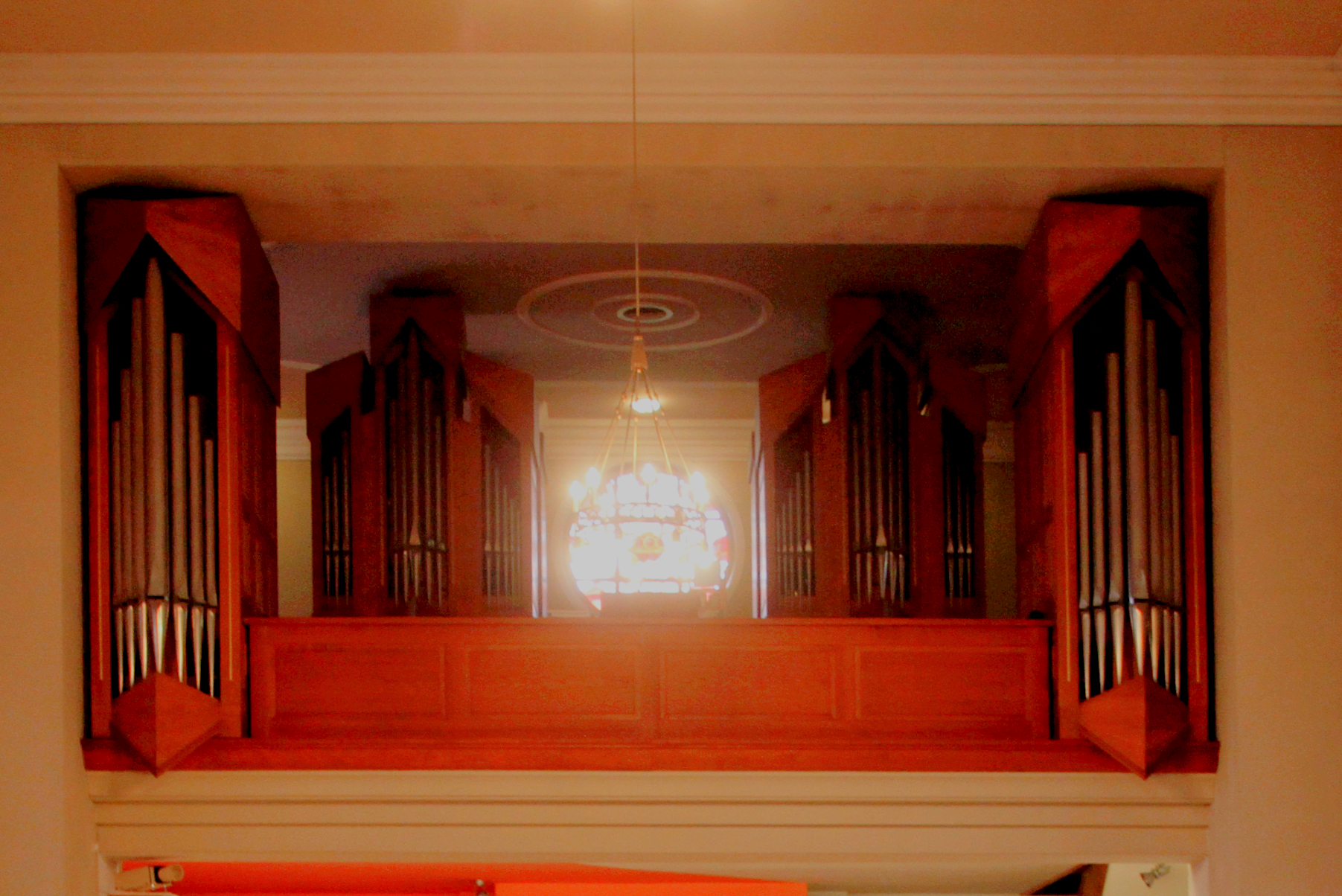
Blick auf die Orgel

Die Orgel der St.-Georg-Kirche wurde 1985 als erstes Opus von Karl Göckel (Mühlhausen-Rettigheim) mit mechanischer Spiel- und Registertraktur gebaut. Sie ersetzte die um 1950 von Gebr. Späth Orgelbau (Ennetach) mit pneumatischen Trakturen und Kegelladen gebaute Vorgängerorgel. Das heutige Instrument verfügt über 25 Register auf zwei Manualen und Pedal. Ihre Windladen sind als Schleifladen ausgeführt. Die Disposition lautet:
| I Hauptwerk C–g3 |       |
| Principal        | 8′    |
| Rohrflöte        | 4′    |
| Octave           | 4′    |
| Offenflöte       | 4′    |
| Doublette        | 2′    |
| Cornett V        | 8'    |
| Mixtur IV        | 1 ⁄3′ |
| Trompete         | 8′    |

| II Schwellwerk C–g3 |        |
| Bourdon             | 8′     |
| Salicional          | 8′     |
| Prestant            | 4′     |
| Flötgedeckt         | 4′     |
| Nasart              | 2 ⁄3′  |
| Flageolet           | 2′     |
| Tierce              | 1 3⁄5′ |
| Larigot             | 1 ⁄3′  |
| Cymbel III          | 1⁄2′   |
| Chalumeau           | 8′     |
| Tremulant           |        |

| Pedal C–f1    |        |
| Subbass       | 16′    |
| Principalbass | 08′    |
| Coppel        | 08′    |
| Prestant      | 04′    |
| Mixturbass IV | 02 ⁄3′ |
| Bombarde      | 16′    |
| Trompete      | 08′    |

- Koppeln: II/I, I/P, II/P